# Kino „Paradiso”

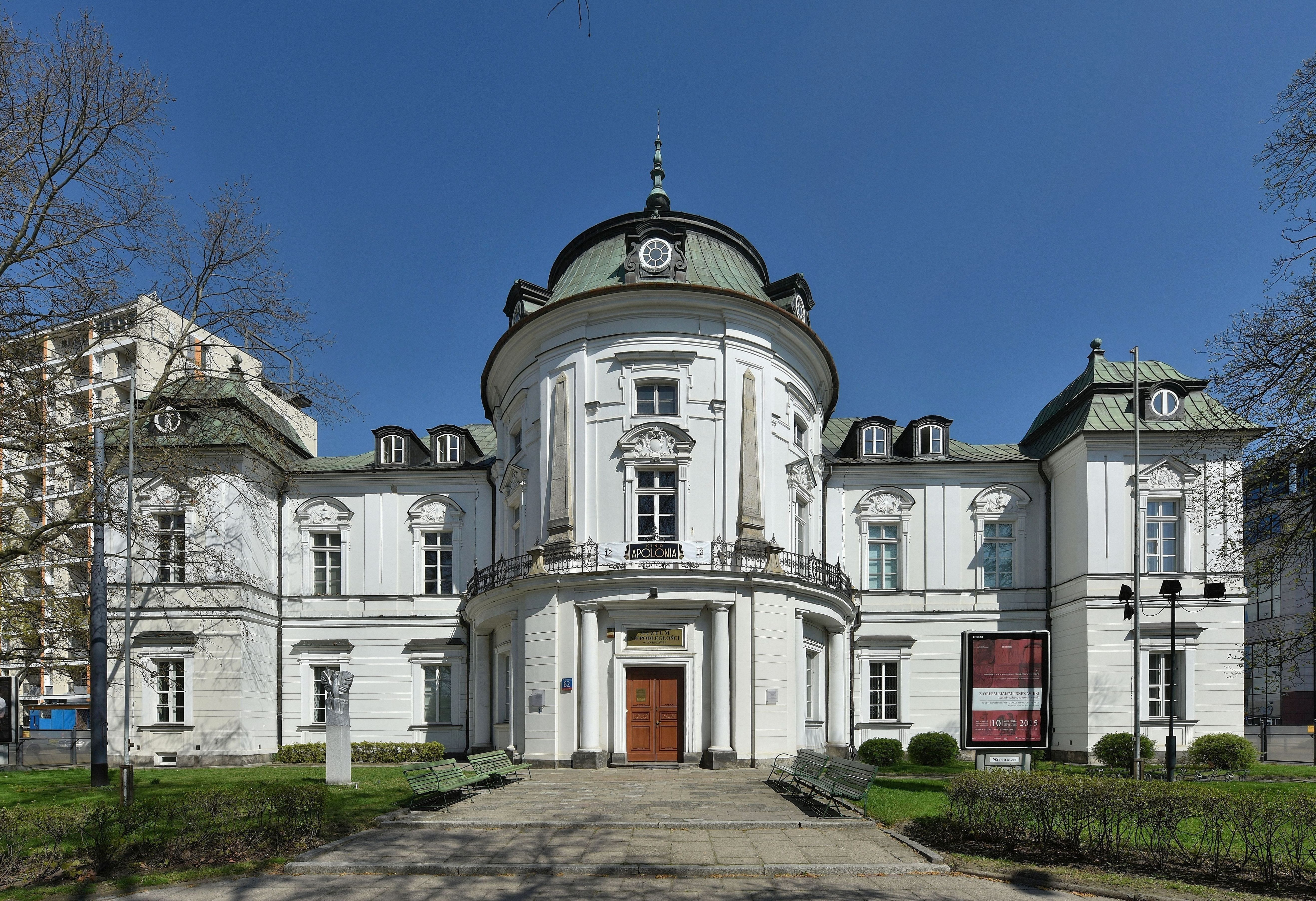
Pałac Przebendowskich, była siedziba kina „Paradiso” (2017)

Kino „Paradiso” – nieistniejące warszawskie kino, mieszczące się w budynku pałacu Przebendowskich przy alei „Solidarności”. Jego właścicielem był dystrybutor filmów „Solopan”. 

## Opis
Nazwa kina nawiązywała do tytułu filmu Kino Paradiso (1988), którego reżyserem był Giuseppe Tornatore. W zamyśle twórców kino miało prezentować filmy ambitne i niekomercyjne o dużym znaczeniu artystycznym.
Kino „Paradiso” zakończyło działalność 1 lipca 2009, w związku z planowanym remontem sali kinowej przez Muzeum Niepodległości, obejmującym likwidację sali na projektor filmowy.